# Clásica de San Sebastián 2010
30. edycja Clásica de San Sebastián odbyła się 31 lipca 2010 roku. Trasa tego hiszpańskiego, jednodniowego wyścigu kolarskiego, zaliczanego do ProTour liczyła 234 km ze startem i metą w San Sebastián.
Zwyciężył Hiszpan Luis León Sánchez z grupy Caisse d’Epargne.

## Wyniki
| M-ce | Imię i nazwisko     | Kraj       | Drużyna            | Czas       |
| ---- | ------------------- | ---------- | ------------------ | ---------- |
| 1.   | Luis León Sánchez   | Hiszpania  | Caisse d’Epargne   | 5h 47' 13" |
| 2    | Aleksandr Winokurow | Kazachstan | Team Astana        | + 0"       |
| 3    | Carlos Sastre       | Hiszpania  | Cervélo TestTeam   | + 0"       |
| 4    | Haimar Zubeldia     | Hiszpania  | Team RadioShack    | + 34"      |
| 5    | Ryder Hesjedal      | Hiszpania  | Team Katusha       | + 37"      |
| 6    | Joaquim Rodríguez   | Kanada     | Garmin-Transitions | + 37"      |
| 7    | Robert Gesink       | Holandia   | Rabobank           | + 37"      |
| 8    | Nicolas Roche       | Irlandia   | Ag2r-La Mondiale   | + 37"      |
| 9    | Samuel Sánchez      | Hiszpania  | Euskaltel-Euskadi  | + 37"      |
| 10   | Richie Porte        | Australia  | Team Saxo Bank     | + 37"      |